# Benedikt Waldeck

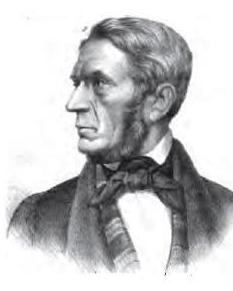
Benedikt Waldeck um 1848/49

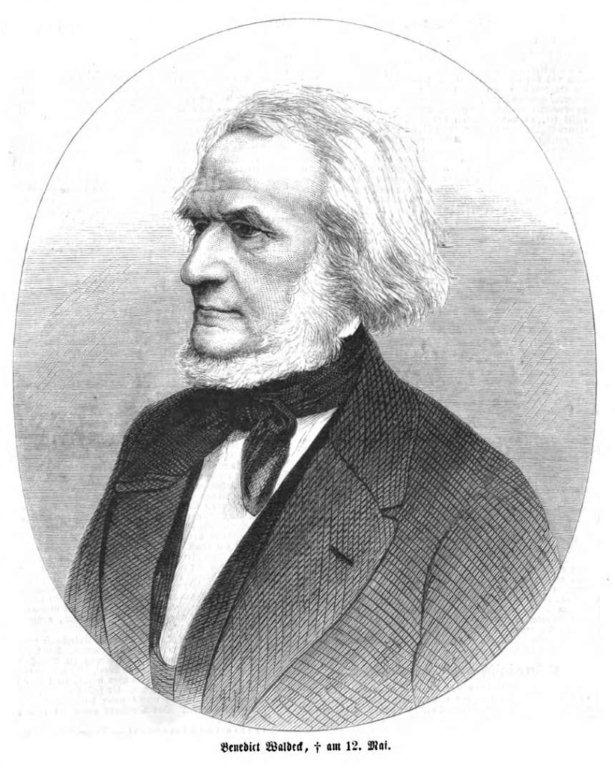
Benedikt Waldeck, 1870

Benedikt Franz Leo Ignatz Waldeck (* 31. Juli 1802 in Münster; † 12. Mai 1870 in Berlin) war ein deutscher Politiker. Er gilt als einer der führenden Linksliberalen in Preußen während der Revolution von 1848/49. Nach dem erzwungenen Rückzug aus der Politik in der Reaktionsära wurde er in den 1860er Jahren zu einer Führungsfigur der Fortschrittspartei und zu einem der wichtigsten innenpolitischen Konkurrenten von Otto von Bismarck.

## Familie, Ausbildung und Beruf

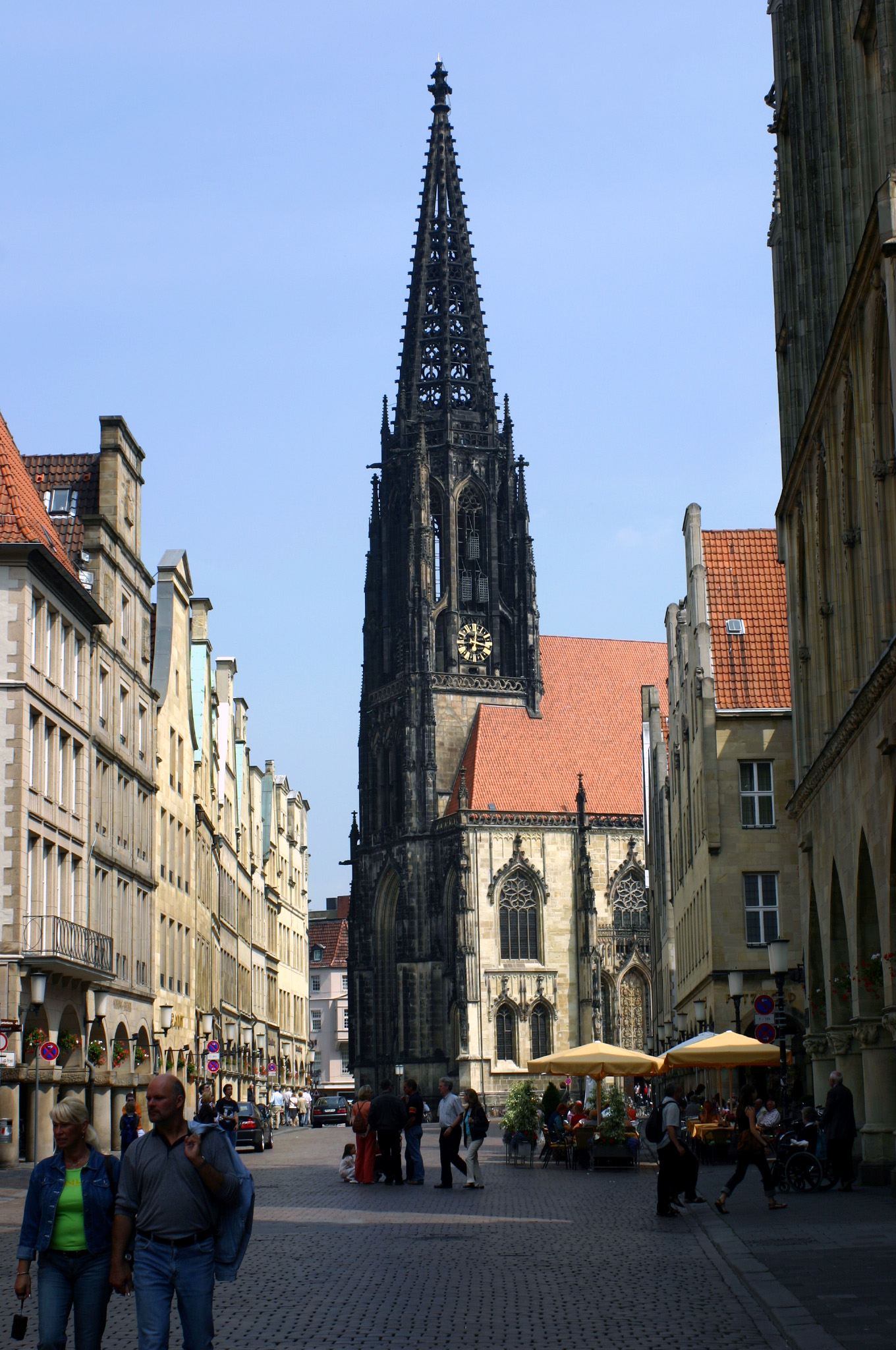
Prinzipalmarkt und Lambertikirche in Münster

Der Großvater Waldecks war Komponist und Domorganist, der Vater, Johann Heinrich Waldeck, Professor für Natur- und Kriminalrecht an der Akademie Münster. Nach dem faktischen Ende der münsterschen Akademie war er 1822 an der Gründung einer höheren Provinzial-, Bürger- und Gewerbeschule beteiligt; darüber hinaus betätigte er sich als Autor religiöser und philologischer Schriften. Die Mutter Gertrudis, geborene Lindenkampf, stammte aus einer alten münsterschen Patrizierfamilie.
Am 1. August 1802 wurde er in der römisch-katholischen St. Lamberti Kirche in Münster getauft.
Waldeck machte 1817 sein Abitur auf dem Münsteraner Gymnasium Paulinum und begann sein Studium noch im selben Jahr an der „Rumpfuniversität“ in seiner Heimatstadt, bis er 1819 an die Georg-August-Universität Göttingen wechselte. Dort wurde er 1825 Mitglied des Corps Guestphalia II. Er studierte unter anderem bei Jakob Grimm, dem er bei der Sammlung von Märchen und Legenden half.
Waldeck scheint literarisch nicht unbegabt gewesen zu sein, stießen doch seine poetischen Versuche selbst bei Heinrich Heine, den Waldeck beim Corps Guestphalia kennenlernte, auf Lob. Im Hauptfach studierte er allerdings Rechtswissenschaft. Bereits mit 19 Jahren wurde Waldeck zum Doktor beider Rechte promoviert. Wohl auch beeinflusst von Jakob Grimm, aber vor allem von Karl Friedrich Eichhorn, stand er der Historischen Rechtsschule nahe.
Nach einem kurzen Liebäugeln mit einer germanistischen Dozentenlaufbahn entschied sich Waldeck nach dem Ende des Studiums für den Juristenberuf. Gleichwohl blieb er weiterhin mit der literarischen und philosophischen Welt verbunden.
Nach Abschluss seines juristischen Studiums kehrte Waldeck zunächst nach Münster zurück. Dort wurde er 1822 zum Auskultator ernannt, zwei Jahre später war er Oberlandesgerichtsreferendar. 1828 bestand er die große juristische Staatsprüfung und wurde zum Assessor ernannt. Anschließend arbeitete Waldeck am Oberlandesgericht in Halberstadt. Kurz darauf wechselte er nach Paderborn, wo er die dort gebürtige Julia Langen (1809–1890) heiratete. Aus dieser Ehe stammten neun Kinder, von denen vier bereits früh verstarben.
Von 1832 bis 1836 war Waldeck Stadt- und Landgerichtsdirektor in Vlotho; 1836 wurde er zum Oberlandesgerichtsrat in Hamm ernannt. Dort übernahm er auch den Vorsitz in der Stadtverordnetenversammlung und vertrat die Stadt im Kreistag. Waldeck setzte sich erfolgreich dafür ein, dass die Stadt einen Bahnhof der Köln-Mindener Eisenbahn erhielt. 1844 wechselte er nach Berlin, wo er als Obertribunalrat am höchsten preußischen Gerichtshof tätig war.

## Politische Sozialisation

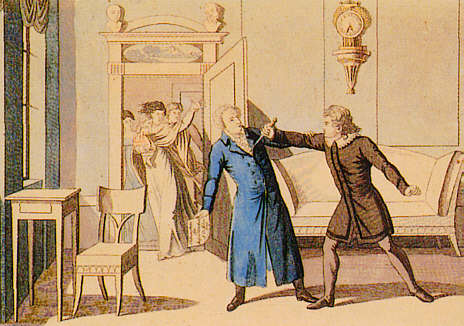
August von Kotzebues Ermordung durch Sand (Zeitgenössischer kolorierter Kupferstich)

Durch seine familiäre Herkunft war er noch mit der weltoffenen, von den Idealen der Aufklärung und eines undogmatischen Katholizismus geprägten Ära Franz von Fürstenbergs verbunden. Ebenso wichtig für seine politische Sozialisation waren das Ende der Franzosenzeit und der Beginn der preußischen Herrschaft. Nicht vergessen war in Münster, dass 1803 die Preußen für die Säkularisation des Münsterlandes verantwortlich waren. Gleichwohl sah Waldeck in Preußen einen Motor des gesellschaftlichen und politischen Fortschritts. Umso enttäuschter waren Waldeck und andere, dass die versprochene Verfassung nach den Karlsbader Beschlüssen (1819) ausblieb und die Publizistik von Zensur bestimmt war. Den während seiner Studienzeit oppositionellen studentischen Verbindungen blieb er fern. Allerdings empörten ihn die Hinrichtung des Burschenschafters Karl Ludwig Sand nach dessen politisch motivierter Ermordung des populären Dramatikers und Spottschriften-Verfassers August von Kotzebues mit anschließendem Selbstmordversuch. Waldeck versuchte Sand durch ein volksliedhaftes Gedicht ein Denkmal zu setzen.
Waldeck beschäftigte sich intensiv mit Georg Wilhelm Friedrich Hegel, Johann Gottlieb Fichte, Immanuel Kant und Jean-Jacques Rousseau. Zeitweise wurde er aber auch von dem Konservativen Karl Ludwig von Haller stark beeinflusst. Vor allem seit der Julirevolution von 1830 in Frankreich begann sich Waldeck mit französischen Gesellschaftstheorien auseinanderzusetzen. Dazu zählten der Frühsozialist Henri de Saint-Simon und der katholisch-liberal gesinnte Félicité de Lamennais. Dessen Verbindung von Katholizismus und liberalen Gedanken hat Waldeck unterstützt, die Forderung nach einer republikanischen Staatsform aber abgelehnt.
Rechtspolitisch trat Waldeck zusammen etwa mit Johann Friedrich Joseph Sommer für die Freiheit des Richterstandes ein. Zusammen mit diesem organisierte Waldeck 1843 ein Treffen von westfälischen Juristen in Soest, das bei den Behörden als Versuch, einen Berufsverband zu gründen, auf Misstrauen stieß. Waldeck erhielt zwar einen dienstlichen Verweis, ohne dass dieser aber seiner juristischen Karriere geschadet hätte. Einen Namen machte sich Waldeck im Vormärz als Kenner des regionalen Güter- und Erbrechts. Er plädierte dabei für die Teilbarkeit des Grundeigentums. Sein Eintreten für ländliche Interessen gerade auch der Kleinbesitzer brachte ihm in der Bevölkerung den Beinamen Bauernkönig ein. Vor diesem Hintergrund erschien 1841 seine Schrift Über das bäuerliche Erbfolgegesetz in Westfalen.

## Waldeck während der Revolution von 1848/49

### Politische Positionierung

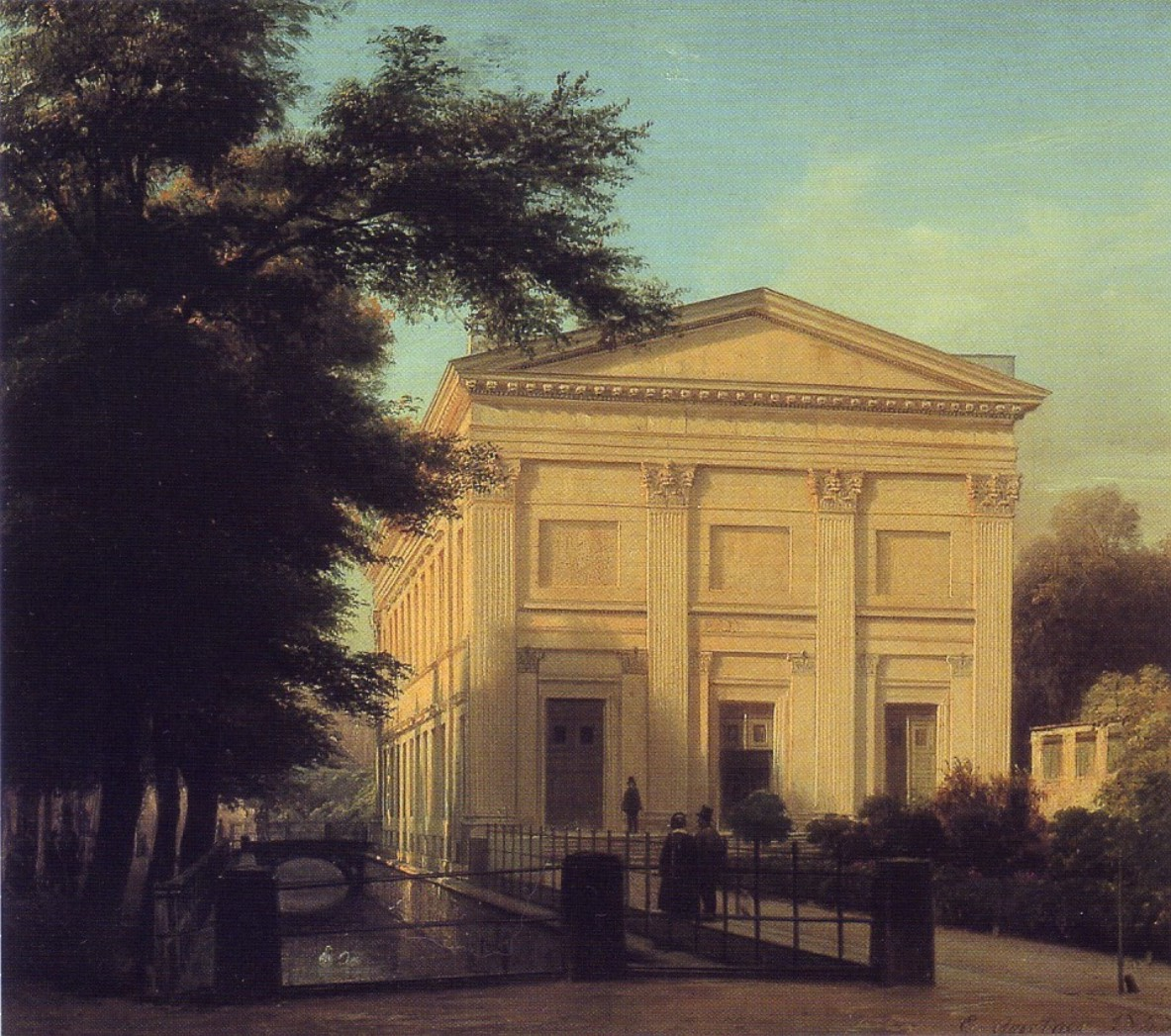
Sing-Akademie zu Berlin Gemälde von Eduard Gaertner (1843)

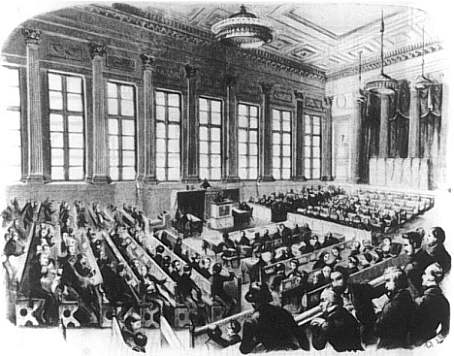
Innenraum der Sing-Akademie, dem Tagungsort der Nationalversammlung 1848

Bis zur Revolution von 1848 war Waldeck nicht weiter politisch hervorgetreten. 1848 wurde Waldeck dann gleich von vier Wahlkreisen (Lippstadt, Borken, Paderborn, Stadt Münster) in die Preußische Nationalversammlung in Berlin gewählt, die in der Sing-Akademie zu Berlin tagte. Angenommen hat er freilich das Mandat eines Berliner Bezirks, für das ihn Rudolf Virchow vorgeschlagen hatte. In seinem Wahlkreis sprach sich Waldeck für eine „demokratische Monarchie“ in der Tradition der französischen Constituante von 1789 aus. Seine Forderung war ein Einkammernsystem ohne adelsdominiertes Herrenhaus. Allerdings forderte Waldeck auch, dass der Verfassungsrahmen mit Reformen in Justiz, Agrarorganisation, Gemeindeverfassung, Militärwesen und in anderen Bereichen ausgefüllt werden müsste. Eine nur geringe Rolle spielte für ihn die Forderung nach staatlicher Sozialpolitik. Waldeck war kein Republikaner, sondern befürwortete eine konstitutionelle Monarchie mit starker Rolle des Parlaments. Er gehörte zu der Gruppe von Abgeordneten die der feierlichen Eröffnung der Nationalversammlung im Weißen Saal des Berliner Stadtschlosses fernblieben. Sie protestierten damit gegen den Versuch von Friedrich Wilhelm IV. die Versammlung in die Kontinuität der vormärzlichen Entwicklung zu stellen und den revolutionären Charakter zu leugnen. Durch sein Erscheinungsbild und seinen pathetischen Stil wurde er zu einer Galionsfigur der Linken Fraktion, auch wenn man ihm einige Unsicherheiten anmerkte und Kritiker ihm „den politischen Kopf und die staatsmännische Intelligenz absprechen wollten.“
Bereits zu Beginn der Parlamentsverhandlungen wurde Waldeck zum Präsidenten vorgeschlagen, unterlag aber gegen einen liberalen Politiker. Obwohl er sich selbst kaum am demokratischen Vereinsleben in Berlin und den entsprechenden preußischen Organisationsbemühungen beteiligte, galt er doch als der führende politische Kopf der preußischen Demokraten. Die Linke umfasste etwa einen Kern von 40 Abgeordneten und stand in entschiedener Opposition zum Märzministerium um Camphausen und Hansemann. Innerhalb der Linken gehörte Waldeck freilich etwa im Gegensatz zum Demokraten Johann Jacoby eher einer rechten linksliberalen Strömung an.
Im Plenum hat Waldeck zunächst kaum gesprochen, stattdessen konzentrierte er sich auf die Ausschussarbeit. Wenn er aber das Wort ergriff, war dies offenbar durchaus beeindruckend. „… er stürmte auf die Tribüne […] das Auge blitzte, die ganze Gestalt sein Leben und Bewegung, mit sonorer Stimme in fließenden Vortrage bringt er seine Gründe vor und schließt niemals ohne donnernden Applaus, zu dem häufig auch die Mitglieder der Rechten hingerissen würden.“ Wolfgang J. Mommsen meint gar, dass Waldeck zusammen mit Jodocus Temme, beide von der parlamentarischen Linken, in vieler Hinsicht den Gang der Verhandlungen bestimmt hätte. In den Debatten seien ihnen nur Karl Rodbertus vom linken Zentrum und Georg von Vincke als Sprecher der liberalen Rechten gewachsen gewesen.
Die Unterschiede im Lager der Linken zeigten sich deutlich während der Debatte über den Antrag von Julius Berends vom 8. Juni 1848. Dieser lautete, die Nationalversammlung möge beschließen, „in Anerkennung der Revolution zu Protokoll zu erklären, dass die Kämpfer des 18. und 19. März sich wohl ums Vaterland verdient gemacht hätten.“ In der Debatte versuchten die Demokraten, dies zur Durchsetzung des Prinzips der Volkssouveränität zu nutzen. Den Liberalen ging dies zu weit. Waldeck, der die Sitzung leitete, entzog Johann Jacoby als Vertreter der Demokraten schließlich das Wort.
Nicht unähnlich der Auffassung der Regierung Camphausen, sahen Waldeck und viele andere gemäßigte Demokraten die Zeit der revolutionären Unruhen als beendet an. Der Umbau des Staates sei nun Aufgabe des Parlaments. „Die Revolution war der gewaffnete [sic!] Protest des Volkes gegen den alten Militär- und Feudalstaat. Diesen Prozess organisch durchzuführen, ist die Sache der Volksvertreter.“ Der Verfassungsfrage kam in diesem Zusammenhang eine zentrale Rolle zu und Waldeck tat sich vor allem in diesem Bereich hervor.

### Die Charte Waldeck und parlamentarische Arbeit
Den vom gemäßigt-liberalen Kabinett Camphausen-Hansemann am 22. Mai 1848 veröffentlichten Verfassungsentwurf lehnte Waldeck ab, da dieser zwar bürgerliche Rechte garantierte, die Macht des Königs aber nicht ausreichend einschränkte und weiter besondere Standesrechte festschrieb. Der Entwurf stieß vor allem bei den Demokraten, aber auch in Teilen des liberalen Lagers auf Ablehnung. Waldeck gelang es am 15. Juni 1848, die Mehrheit des Hauses von seinem Antrag zu überzeugen, dass die Nationalversammlung das Recht hätte, den von der Regierung vorgelegten Verfassungsentwurf zu diskutieren, zu ändern oder gegebenenfalls einen eigenen Antrag einzubringen. Darauf wurde eine Verfassungskommission eingerichtet, deren Vorsitz Waldeck übernahm. Aber auch im Bereich der konkreten Reformgesetzgebung kündigte Waldeck Initiativen der Nationalversammlung an. „Eins glaube ich versprechen zu können: diejenigen Gesetze, welche uns das Ministerium nicht vorlegt, werden wir ihm vorlegen […] denn wir alle wollen, dass die Revolution nun Früchte trägt.“

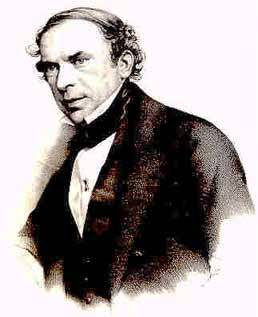
Gottfried Ludolf Camphausen

Er selbst beteiligte sich vor allem an der Ausarbeitung des Grundrechtsteils. Sein Einfluss auf das Zustandekommen des Verfassungsentwurfs der Nationalversammlung war so groß, dass er allgemein als Charte Waldeck bezeichnet wurde. Diese war letztlich ein Kompromiss aus liberalen und demokratischen Vorstellungen; ging aber gegenüber dem Entwurf des Kabinetts Camphausen-Hansemann deutlich weiter. Alle adeligen Vorrechte sollten danach abgeschafft, die persönlichen Freiheiten, Presse- und Versammlungsfreiheit garantiert werden. Vorgesehen war eine klare Trennung von Kirche und Staat sowie eine Neuausrichtung des Volksschulwesens. Allerdings scheiterte der Versuch der Demokraten, die Verfassung rein auf der Basis der Volkssouveränität, gegen das liberale Prinzip der Vereinbarung mit dem Monarchen, zu beschließen. Auch entschied sich die gemäßigt-konstitutionelle Mehrheit für ein Zweikammernsystem und das indirekte Wahlrecht. Insofern ist der Begriff Charte Waldeck etwas missverständlich, da sie eben keinen Verfassungsentwurf aus einem Guss, sondern das Ergebnis eines intensiven Diskussionsprozesses darstellte. Gleichwohl bedeutete die Charte insgesamt einen Erfolg der Demokraten und Radikalliberalen, da es etwa gelungen war, einen umfassenden Grundrechtskatalog durchzusetzen und ein umfassendes Vetorecht des Königs zu verhindern. Außerdem wurde die Berufung auf das Gottesgnadentum des Königs aus dem Entwurf gestrichen.
Daneben war Waldeck unter anderem an einer freiheitlichen Gemeinde-, Kreis- und Bezirksordnung beteiligt, die allerdings nie praktische Bedeutung erhielt. Des Weiteren beteiligte er sich an der Reform des Presse- und Justizrechts. Außerdem beschloss die Nationalversammlung auf seinen Vorschlag hin – im Vorgriff auf eine künftige Verfassung – eine Habeas-Corpus-Akte. Nicht durchsetzen konnten sich Waldeck und die Demokraten gegen die Liberalen in der Frage der Wehrverfassung. Das von den Liberalen beschlossene Bürgerwehrgesetz reichte den Befürwortern einer allgemeinen Volkswehr nicht aus. In Zusammenarbeit mit den Liberalen hoben die Demokraten dagegen die feudalistischen Residuen etwa im Jagdrecht auf.
Bemerkenswert ist Waldecks Haltung zur Deutschen Frage, er lehnte eine großdeutsche Lösung unter Führung Österreichs dezidiert ab und sah trotz aller Enttäuschungen nach 1819 in Preußen noch immer so etwas wie den Motor des Fortschritts. In Übereinstimmung mit den preußischen Konservativen und Liberalen aber im Gegensatz zu vielen Demokraten lehnte es Waldeck zudem ab, der provisorischen Zentralmacht in Frankfurt irgendwelche Kompetenzen abzutreten. Er war überzeugt, dass „wir immer noch das Volk sind, welches die Spitze von Deutschland führt und welches die Einheit Deutschlands allein herbeiführen kann.“

### Waldeck und die Gegenrevolution

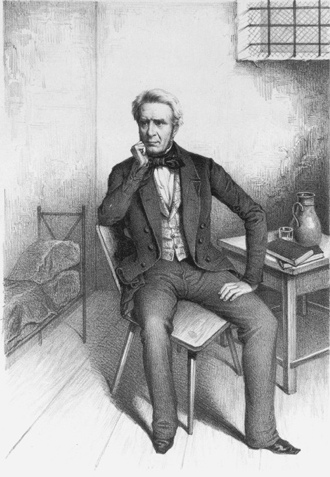
Benedikt Waldeck im Kerker 1849 (zeitgenössische Darstellung)

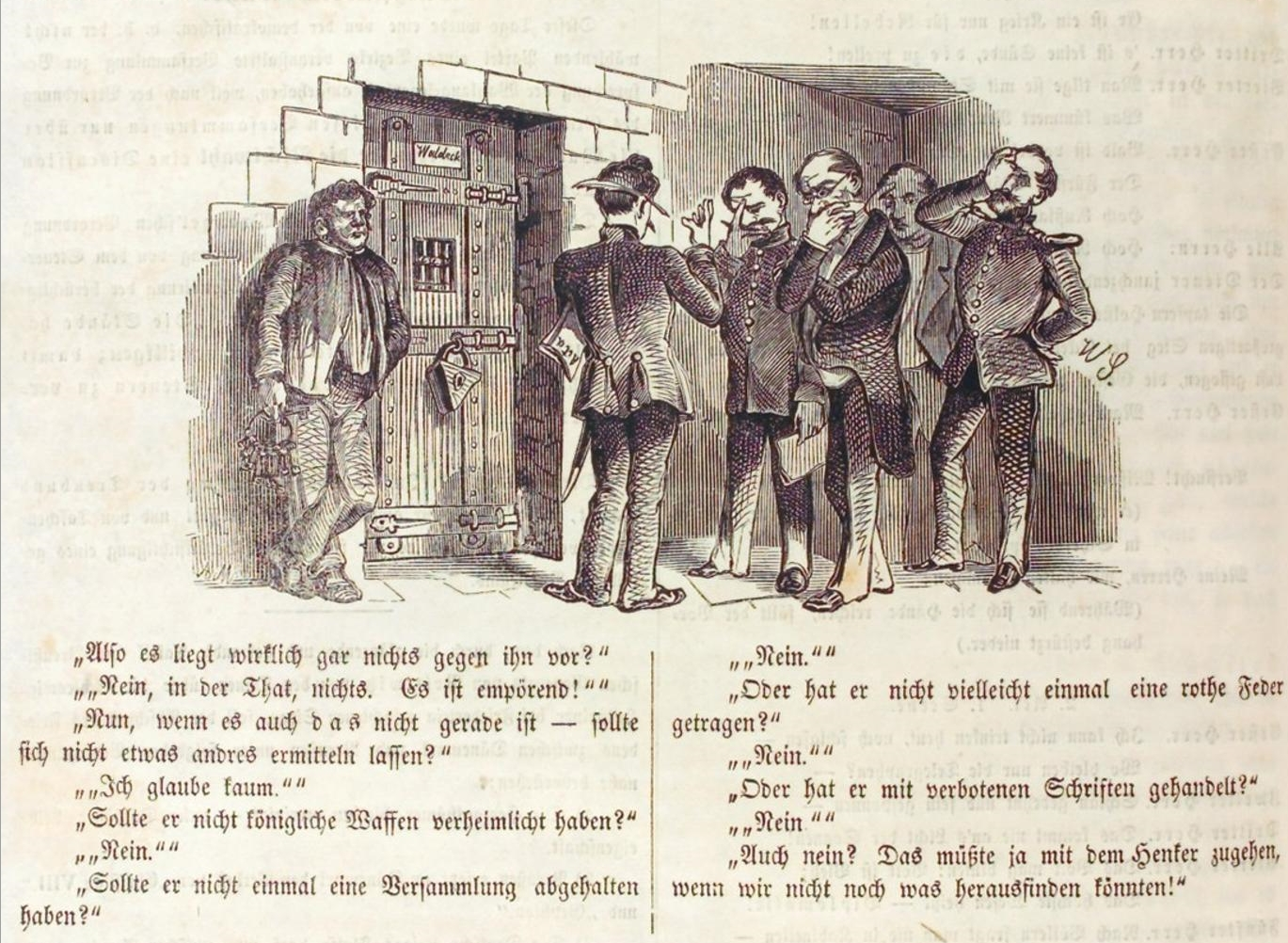
Satire der Zeitschrift Kladderadatsch zur Inhaftierung

Wie viele 48er machte sich auch Waldeck anfänglich Illusionen über die Reformbereitschaft der alten Mächte. Mit anderen Demokraten und Radikalliberalen hoffte er nach dem Rücktritt der Regierung Auerswald-Hansemann sogar auf ein Ministerium unter Waldeck und Johann Karl Rodbertus. König Friedrich Wilhelm IV. beendete diese Spekulationen, als er ein Beamtenkabinett unter dem gemäßigt-konstitutionellen General Ernst von Pfuel ernannte. Nachdem diese Entscheidung gefallen war, verstärkte sich bei Waldeck die Sorge vor einem Erstarken der gegenrevolutionären Kräfte. Er wandte sich etwa gegen den Befehl des Generals Friedrich von Wrangel, dass die Armee ausschließlich dem Oberbefehlshaber zu gehorchen habe. Ebenso bekämpfte er Eingriffe in die Versammlungs- und Pressefreiheit. Andererseits machte Waldeck, inzwischen zu einem der populärsten Politiker der gemäßigt demokratischen Fraktion aufgestiegen, aber auch seinen ganzen Einfluss geltend, um neue revolutionäre, gewalttätige Aktionen zu verhindern. Wo immer es zu Konflikten kam, wie beim Streik der Kanalarbeiter in Berlin, versuchte er zu vermitteln. Zwar unterstützte er gegen seine innere Überzeugung die Forderung, die Regierung solle notfalls gewaltsam in Wien gegen die militärische Niederschlagung der Revolution durch Alfred zu Windisch-Graetz intervenieren; allerdings stand dahinter auch der Versuch, durch eine parlamentarische Behandlung der Frage den Druck von der Straße abzumildern.
An den Debatten um die drohende Gegenrevolution und die Unruhen in der Hauptstadt nahm Waldeck erheblichen Anteil. Als Friedrich Wilhelm IV. den Entschluss gefasst hatte, die Revolution im Kompromiss mit den Liberalen, aber unter Ausschluss der Demokraten zum Abschluss zu bringen, und damit verbunden den Grafen Brandenburg zum Ministerpräsidenten ernannte, gehörte Waldeck, neben Johann Jacoby, Jodocus Temme und anderen zu denjenigen Abgeordneten, die Gegenmaßnahmen im „Rahmen der Kompetenzen der Nationalversammlung“ forderten. Gegenüber dem kurz darauf folgenden Einmarsch der preußischen Truppen unter Wrangel in Berlin, die für die Regierung die Herrschaft über die Straße zurückgewinnen sollten, leistete Waldeck bis zuletzt passiven Widerstand. Zwar lehnte er einen Aufruf an die Berliner Bürgerwehr, den Kampf gegen das Militär aufzunehmen, ab, die Initiierung der Steuerverweigerungskampagne fand jedoch seine Unterstützung, ebenso wie der Aufruf an die Soldaten, nicht verfassungsgemäße Befehle zu verweigern. Die erzwungene Verlegung der preußischen Versammlung in die Stadt Brandenburg bezeichnete er als illegal und beschuldigte das Ministerium Brandenburg des Hochverrats. Waldeck trug den Beschluss des Parlaments ausdrücklich mit, die Bevölkerung zur Steuerverweigerung aufzurufen. Als das Militär den Saal räumen lassen wollte, rief er: „Holen Sie ihre Bajonette und stechen Sie uns nieder! Ein Landesverräter, der diesen Saal verlässt.“
Konsequenterweise ging Waldeck nicht mit nach dem neuen Tagungsort in der Stadt Brandenburg. Die am 5. Dezember 1848 oktroyierte Verfassung stimmte in vielen Punkten mit der Charte Waldeck überein und indirekt wurde sie damit zur Grundlage des preußischen Konstitutionalismus bis 1918. Allerdings wurde die Charte durch die Revision demokratischer Elemente zugunsten des absoluten Vetorechts des Königs und des Dreiklassenwahlrechts auch entscheidend verändert. Von Waldeck selbst wurde die neue Verfassung als nicht rechtmäßig zustande gekommen abgelehnt. Allerdings trat er nach der Auflösung der Nationalversammlung 1849 in die zweite Kammer des preußischen Landtages ein. Hier wandte er sich sofort gegen den Belagerungszustand in Berlin. Im Zusammenhang mit der Debatte über die vom Frankfurter Parlament dem preußischen König angetragene Kaiserkrone, betonte Waldeck noch einmal seine Überzeugung, dass die deutsche Einheit die „historische Mission“ Preußens sei, mahnte aber an, dass dies nur im Zusammenhang mit den Ideen der Freiheit und nicht des Militarismus möglich sei. Für die Demokraten sprach sich Waldeck gegen das Kaisertum des preußischen Königs aus. Angesichts der tatsächlichen gegenrevolutionären Entwicklung völlig illusorisch beschwor er das Bild eines „Volkskaisers“ abhängig von der Volkssouveränität. Der Antrag auf Aufhebung des Belagerungszustandes wurde von der Mehrheit angenommen, daraufhin wurde das Parlament am 27. April 1849 erneut aufgelöst.
Letztlich bedeutete dies den Sieg der Gegenrevolution in Preußen und Waldeck wurde am 16. Mai 1849 verhaftet, aber da sich die Untersuchungsbehörden schwer taten, Beweise für ein ungesetzliches Verhalten zu finden, erst ein halbes Jahr später vor Gericht gestellt. Die Anklage lautete schließlich auf Mitwisserschaft einer Verschwörung und ein geplantes Attentat auf den König. Vor Gericht verwickelten sich die Zeugen wie der Chef der preußischen Geheimpolizei Karl Ludwig Friedrich von Hinckeldey in Widersprüche. Ihre Angaben wurden von den mehrheitlich bürgerlichen Geschworenen und von den liberalen Richtern als nicht stichhaltig betrachtet. Letztlich wurde Waldeck freigelassen und von einer großen Menschenmenge als ein Märtyrer der Revolution stürmisch gefeiert. Auch das Disziplinarverfahren gegen ihn musste eingestellt werden.

## Oppositionspolitik in den 1860er Jahren

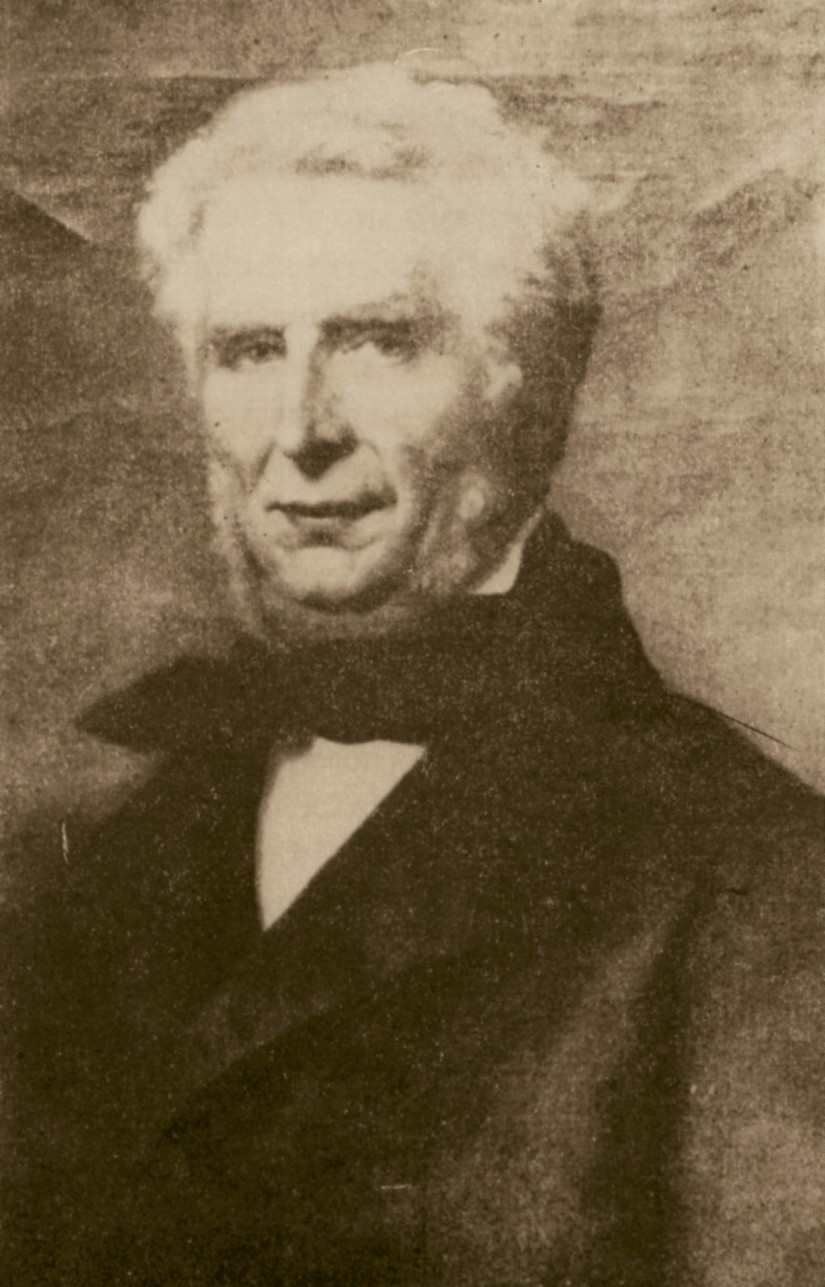
Benedikt Waldeck

Während der Reaktionsära unter der Regierung Manteuffel bestand für Waldeck und einen Großteil der preußischen Demokraten keine Möglichkeit mehr, sich politisch zu betätigen; persönlich blieb er jedoch unbehelligt. Seine Stelle als Richter am obersten preußischen Gericht durfte er weiterhin innehaben; daneben zog er sich in das Privatleben zurück, pflegte im kleinen Kreis ein geselliges Leben und veröffentlichte Schriften zu juristischen Themen.

### Waldeck und die Fortschrittspartei
Erst als mit dem Beginn der Regentschaft des späteren Königs Wilhelm I. das Ende der Reaktionszeit gekommen war und die Opposition auf den Beginn einer Neuen Ära hoffte, begann auch Waldeck wieder stärker aktiv zu werden. 1861 wurde er für den Wahlkreis Bielefeld in einer Nachwahl in den Landtag gewählt. Auch andere prominente Demokraten und Liberale aus der Zeit der Revolution von 1848 wurden nun wieder aktiv. Der Führer der Konservativen Moritz von Blanckenburg äußerte, dass man nun „wieder mit Waldeck und Konsorten leben“ müsse. Waldeck wurde zu einem der führenden Politiker der Fortschrittspartei. In der Partei gehörte er eher dem konstitutionell-liberalen Flügel an, obwohl er sich selbst gelegentlich als „verkappten Demokraten“ bezeichnete.
Wie Waldeck bereits 1848/49 trat sie für eine preußische Führungsrolle bei der Gestaltung der deutschen Einheit und für weitgehende Reformen im Innern ein. Da die neue Partei ein Sammelbecken sowohl für Liberale wie auch Demokraten sein wollte, hat sie in ihrem Programm einige strittige Punkte – wie etwas die Wahlrechtsfrage – ausgeklammert. Einer „Staatshilfe nach sozialistischen und kommunistischen Begriffen“, d. h. eine aktive Sozialpolitik des Staates lehnte er und die Fortschrittspartei ab. Diese Haltung war ein maßgebender Faktor für die Trennung der bürgerlichen von der sozialen Demokratie.

### Waldeck als politischer Gegner Bismarcks

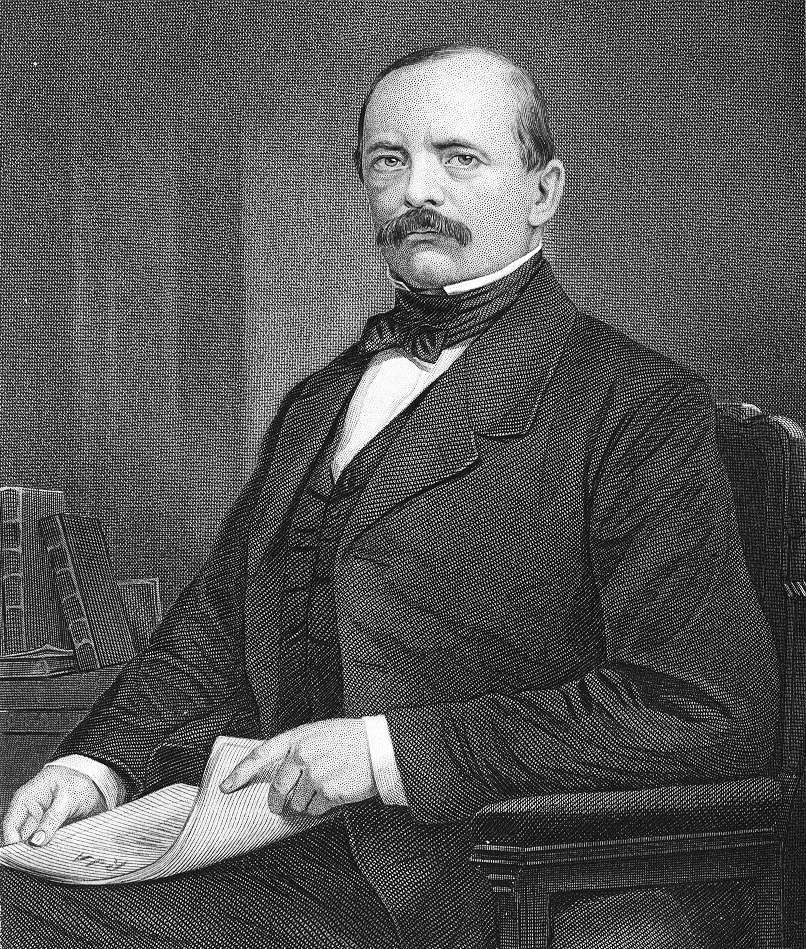
Otto von Bismarck

Waldecks Wiedereinstieg in die Politik gründete auf der Hoffnung, unter dem neuen König aus dem Parlament heraus zentrale politische Reformen durchsetzen zu können. Diese Position geriet spätestens mit der Ernennung von Otto von Bismarck zum Ministerpräsidenten ins Wanken. Bismarck war ausdrücklich ernannt worden, um mit allen Mitteln den Widerstand der liberalen Mehrheit im Parlament gegen eine von konservativer Seite befürwortete Heeresreform zu brechen. Waldeck stand mit an der Spitze der Opposition, die Bismarcks Lückentheorie als Verfassungsbruch bekämpfte.
Verfassungstheoretisch waren die Argumente auf Seiten Waldecks. Kompromisslos blieb er dabei, der Regierung die Mittel zu verweigern, solange bis diese die Rechte des Parlaments auch in der Frage des Militäretats anerkennen würde.
Die Einigungspolitik Bismarcks wurde zu einer Belastungsprobe für die Fortschrittspartei. Das Ziel der deutschen Einheit und die Führungsrolle Preußens wurde von der Partei zwar geteilt, aber die Art und Weise des Vorgehens war umstritten. Die Haltung Waldecks war allerdings eindeutig. Preußen könne für Deutschlands Einheit und Freiheit nichts tun, „solange es innerlich nicht zur Freiheit gelangt“ sei. Die Fortschrittspartei hielt auch während des Deutsch-Dänischen Krieges und im Deutschen Krieg daran fest, der Regierung die Mittel zu verweigern.
Parteigegner wie die Reformkonservativen um Bismarck, aber auch kleindeutsch-national gesinnte Kreise des deutschen Bürgertums warfen Waldeck daraufhin kurzsichtigen Doktrinarismus vor. Nach dem Sieg Preußens über Österreich ging nicht nur die Fortschrittspartei aus den Wahlen geschwächt hervor, auch Waldecks Einfluss und Popularität nahmen vor diesem Hintergrund kontinuierlich ab. Die Spaltung des Liberalismus und die Gründung der nationalliberalen Partei, die bereit war, über Kompromisse mit der Regierung freiheitliche Zugeständnisse zu erreichen, konnte er nicht verhindern. Der Liberalismus als Oppositionsbewegung verlor damit erheblich an Bedeutung.
Im allgemein und gleich gewählten Reichstag des neuen Norddeutschen Bundes vertrat Waldeck den Wahlkreis Bielefeld. Im konstituierenden Reichstag tat sich Waldeck, wie schon 1848, als Verfassungspolitiker hervor. Sein Ziel war es, den von Bismarck vorgelegten Entwurf zu Lasten der Exekutive und zu Gunsten der Legislative zu verändern.
Waldecks Kritik richtete sich gegen die Einschränkungen im Recht zur Budgetbewilligung und die nicht verankerte Ministerverantwortlichkeit. Allerdings blieb er mit diesem Festhalten an der bisherigen Linie der Fortschrittspartei angesichts der veränderten Mehrheitsverhältnisse ohne Erfolg. Immerhin machte er deutlich, dass die Linksliberalen nicht grundsätzlich gegen die Politik der Einheit waren, sondern lediglich an ihrer Ausgestaltung Kritik übten. „… wenn wir darum nicht imstande sind […] zuzustimmen, so tun wir das mit dem Bewusstsein, dass desungeachtet […] das Bündnis und die Einheit vollständig an sich fest steht.“

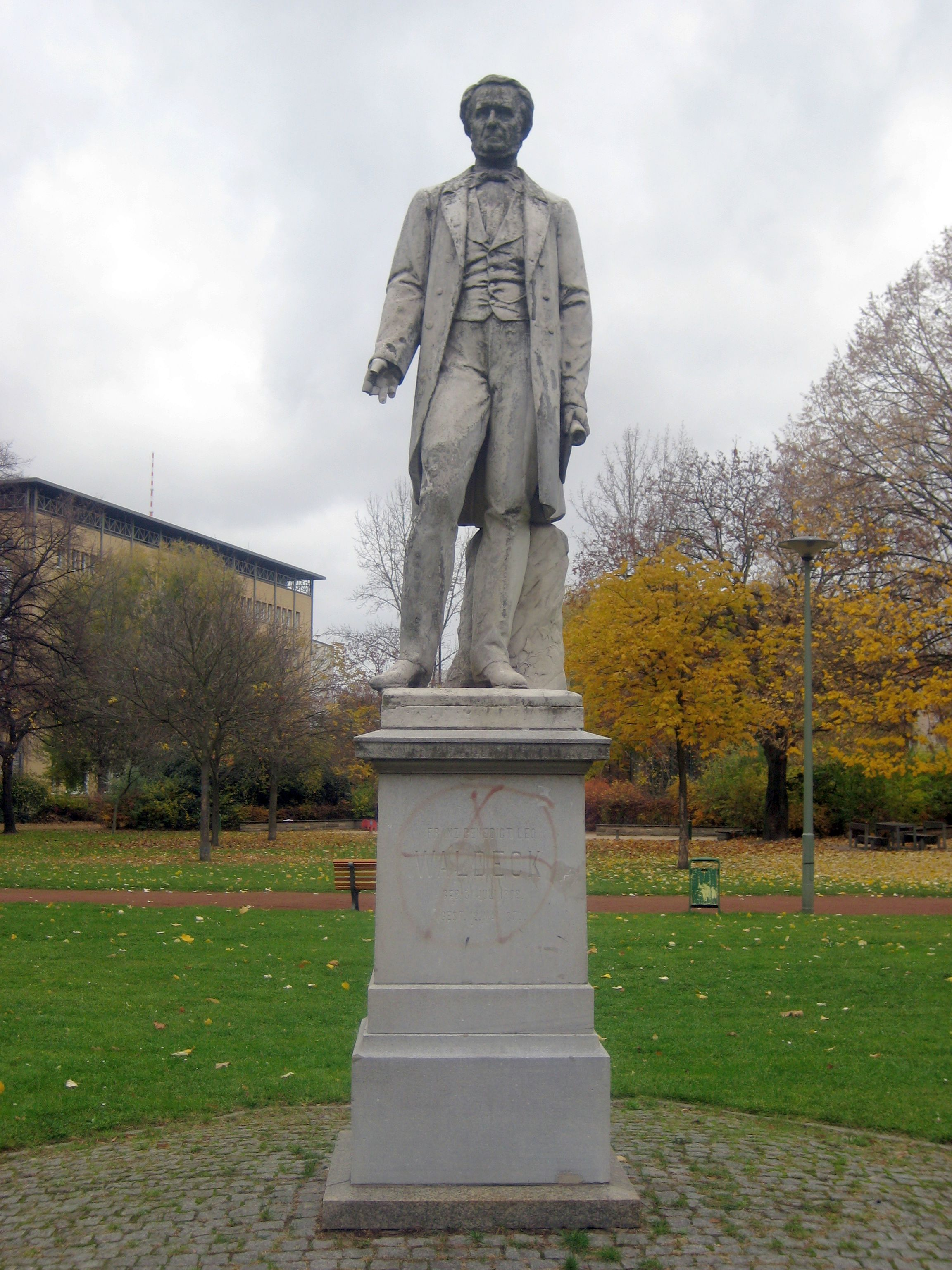
Waldeck-Denkmal (1889) im Waldeckpark in Berlin-Kreuzberg

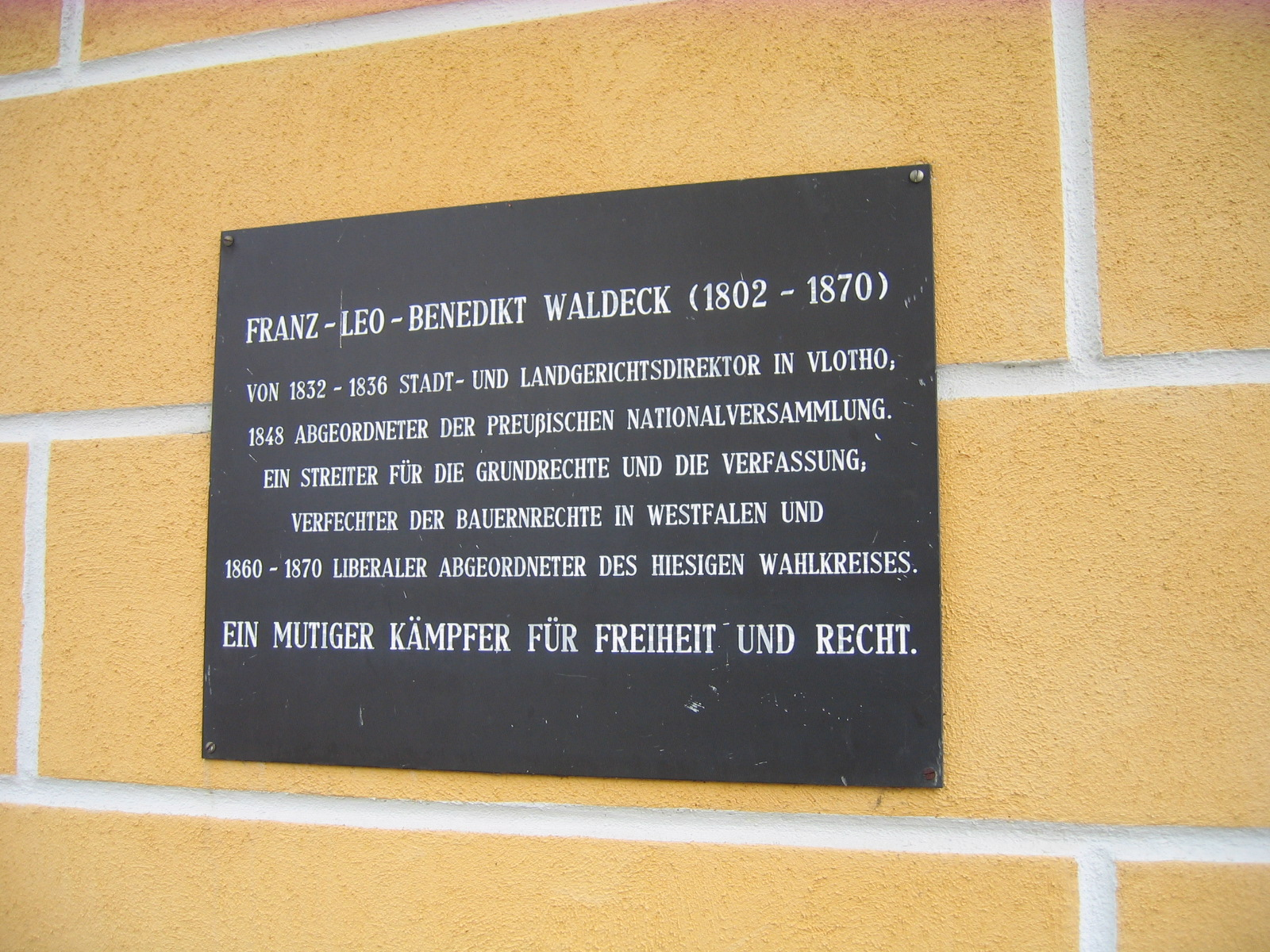
Gedenktafel am ehemaligen Amtsgericht Vlotho

## Tod und Nachleben
Waldeck starb am 12. Mai 1870 im Alter von 67 Jahren in Berlin. Noch immer war seine Popularität nicht vollständig gebrochen, beteiligten sich doch zehntausende Menschen an seinem Trauerzug. Wohl etwas übertrieben schrieb die Nationalzeitung: „Seit dem 22. März 1848, dem Tag der Bestattung der Märzopfer, hatte die Stadt ein solches Schauspiel nicht mehr gesehen. Weit über die Hälfte der Bevölkerung der Hauptstadt wetteiferten darin, einen geliebten Toten die letzte Ehre zu erweisen.“
Waldeck wurde auf dem Berliner St.-Hedwig-Friedhof an der Liesenstraße beigesetzt. Das Grabmal ist nicht erhalten.
1889 wurde nach langen Auseinandersetzungen mit den Behörden ein Park, der Waldeckpark in Berlin-Kreuzberg, nach ihm benannt und ein von Heinrich Walger geschaffenes marmornes Standbild dort errichtet. Es wurde am 1. Juli 1890 enthüllt. Es zeigt Waldeck als Parlamentsredner, der eine Schriftrolle in der Hand hält. Unter den Nationalsozialisten wurde der Park 1936 bis 1937 umgestaltet, wegen der „jüdischen Versippung“ Waldecks anschließend in Lobeckpark umbenannt sowie das Waldeckdenkmal entfernt und auf dem Neuen Hedwigsfriedhof in Berlin-Reinickendorf neuaufgestellt. Der Waldeckpark heißt bereits seit 1947 wieder so, das Denkmal wurde aber erst Ende der 1970er Jahre an seinen alten Standort zurückgebracht.
Auch eine Pflanzengattung Waldeckia Klotzsch aus der Familie der Goldpflaumengewächse (Chrysobalanaceae) ist nach ihm benannt.

## Schriften (Auswahl)
- Ueber das bäuerliche Erbfolgegesetz für die Provinz Westphalen. Arnsberg 1841 (ULB Münster).
- Sämtliche Reden in der Nationalversammlung und vor den Wahlmännern. Berlin 1849.
- Briefe und Gedichte von Benedict Waldeck. Hrsg. von Chr. Schlüter, Paderborn 1883 (ULB Münster).